# Dante Giacosa
Dante Giacosa (Roma, 3 de janeiro de 1905 — Turim, 31 de março de 1996) foi um engenheiro projetista de automóveis italiano, responsável por diversos projetos de automóveis italianos e aprimorador do layout de tração dianteira em uma configuração industrial padronizada.

## Avanço da tração dianteira
Quando a Fiat começou a fazer o marketing do Fiat 128 em 1969, ele tornou-se o layout "adotado por virtualmente todas as indústris automobilísticas do planeta" para veículos com tração dianteira.